# Аеродрум (община)
„Аеродрум“ (на македонска литературна норма: Општина Аеродром) е община в Северна Македония, най-новата административна единица в страната.
Тя е образувана след приемането на новия закон за административно-териториално деление на страната от 11 август 2004 година, като се отделя от скопската община Кисела вода.

## География
Разположена е в югоизточната част на северномакедонската столица и заема площ от 21,85 km2, има население от 72 009 жители и включва в състава си няколко квартала на Скопие и едно село – Долно Лисиче.

## Структура на населението
Според преброяването от 2002 година община Аеродрум има 72 009 жители.
| Етническа принадлежност | Процент |
| македонци               | 89,40%  |
| сърби                   | 4,28%   |
| албанци                 | 1,41%   |
| роми                    | 0,81%   |
| власи                   | 0,70%   |
| бошняци                 | 0,75%   |
| турци                   | 0,60%   |
| други                   | 2,04%   |

## Побратимени градове
- Пазарджик, България